# LEDA 1
LEDA 1은 물고기자리에 위치한 전파은하이다.
두 은하 중 왼쪽만 LEDA 1이고, 공식적으로 오른쪽의 은하는 SDSS J235958.29+004208이다.